# 18-й гвардейский отдельный батальон минёров
18-й гвардейский отдельный батальон минёров — воинское подразделение в вооружённых силах СССР во время Великой Отечественной войны.

## История
Создан в составе 7-й армии
В составе действующей армии с 21.08.1942 по 01.06.1944. Входил в состав частей и соединений специального минирования инженерных войск, фактически являясь диверсионным подразделением специального назначения для действий в тылу врага. Как и в другие подобные батальоны, отбор личного состава был весьма скрупулёзным, бойцы батальона, что естественно, получали в основном подготовку по взрывному делу (коммуникации, штабы, склады, укрепления), при этом владея приёмами рукопашного боя, медицинскими навыками и топографией. Подобные батальоны получали звание гвардейских при формировании, наряду с подразделениями ВДВ и подразделениями реактивной артиллерии.
С момента формирования и до января 1944 года действовал на Свирском оборонительном рубеже. В январе 1944 переброшен на 2-й Украинский фронт, участвовал в боевых действиях в ходе Корсунь-Шевченковской и Уманско-Ботошанской наступательных операций.
01.06.1944 переформирован в 18-й гвардейский отдельный инженерно-сапёрный батальон

## Подчинение
| Дата       | Фронт (округ)        | Армия               | Корпус | Дивизия | Бригада | Примечания |
| ---------- | -------------------- | ------------------- | ------ | ------- | ------- | ---------- |
| 01.10.1942 | -                    | 7-я отдельная армия | -      | -       | -       | -          |
| 01.11.1942 | -                    | 7-я отдельная армия | -      | -       | -       | -          |
| 01.12.1942 | -                    | 7-я отдельная армия | -      | -       | -       | -          |
| 01.01.1943 | -                    | 7-я отдельная армия | -      | -       | -       | -          |
| 01.02.1943 | -                    | 7-я отдельная армия | -      | -       | -       | -          |
| 01.03.1943 | -                    | 7-я отдельная армия | -      | -       | -       | -          |
| 01.04.1943 | -                    | 7-я отдельная армия | -      | -       | -       | -          |
| 01.05.1943 | -                    | 7-я отдельная армия | -      | -       | -       | -          |
| 01.06.1943 | -                    | 7-я отдельная армия | -      | -       | -       | -          |
| 01.07.1943 | -                    | 7-я отдельная армия | -      | -       | -       | -          |
| 01.08.1943 | -                    | 7-я отдельная армия | -      | -       | -       | -          |
| 01.09.1943 | -                    | 7-я отдельная армия | -      | -       | -       | -          |
| 01.10.1943 | -                    | 7-я отдельная армия | -      | -       | -       | -          |
| 01.11.1943 | -                    | 7-я отдельная армия | -      | -       | -       | -          |
| 01.12.1943 | -                    | 7-я отдельная армия | -      | -       | -       | -          |
| 01.01.1944 | -                    | 7-я отдельная армия | -      | -       | -       | -          |
| 01.02.1944 | 2-й Украинский фронт | -                   | -      | -       | -       | -          |
| 01.03.1944 | 2-й Украинский фронт | -                   | -      | -       | -       | -          |
| 01.04.1944 | 2-й Украинский фронт | -                   | -      | -       | -       | -          |
| 01.05.1944 | 2-й Украинский фронт | -                   | -      | -       | -       | -          |